# Gabrk, Škofja Loka
Gabrk este o localitate din comuna Škofja Loka, Slovenia, cu o populație de 97 de locuitori.